# Lydia Mancinelli
Pour les articles homonymes, voir Mancinelli.
Lydia Mancinelli, née le 10 août 1936 à Rome, est une actrice de cinéma, de télévision et de théâtre italienne. Elle est surtout connue à travers sa longue association artistique et affective avec le cinéaste Carmelo Bene.

## Biographie
Elle a participé à tous les longs métrages de Carmelo Bene (à l'exception de Capricci) : Notre-Dame des Turcs, Don Giovanni, Salomé et Un Hamlet de moins. Quand elle a débuté au théâtre avec La storia di Sawney Bean, mis en scène par Carmelo Bene en 1964, elle venait de rencontrer Carmelo, avec qui elle avait noué une relation amoureuse. Cependant, Bene évite de la faire participer à des rôles négatifs et ne la fait jamais mourir sur scène. Ses personnages sont lyriques et bienséants, comme Sainte Marguerite dans Notre-Dame des Turcs, le fantôme d'Astarté dans Manfred (it), etc. On ne la retrouve pas dans Othello, car le personnage de Desdémone, selon Bene, ne lui convenait pas du tout.
Lydia Mancinelli n'était pas seulement actrice, mais aussi chauffeur et imprésaria de Carmelo Bene ; elle s'occupait aussi personnellement des questions juridiques. Dans son autobiographie, Bene rend hommage à ses qualités qui vont bien au-delà de la simple femme amoureuse « pour l'amour de l'art », confiant alors que sans elle il aurait probablement abandonné définitivement le théâtre. Leur relation sentimentale et en même temps artistique a duré plus de 15 ans.

## Filmographie
- 1968 : Hermitage, court-métrage de Carmelo Bene
- 1968 : Notre-Dame des Turcs (Nostra Signora dei Turchi) de Carmelo Bene
- 1971 : Don Giovanni de Carmelo Bene
- 1972 : Salomé (Salomè) de Carmelo Bene
- 1972 : S.P.Q.R. de Volker Koch
- 1973 : Un Hamlet de moins (Un Amleto di meno) de Carmelo Bene
- 1973 : Ventriloquio, court-métrage de Carmelo Bene
- 1977 : Riccardo III, téléfilm  de Carmelo Bene
- 1978 : La governante de Giorgio Albertazzi
- 1986 : Il mostro di Firenze de Cesare Ferrario (it)
- 1987 : Rimini Rimini de Sergio Corbucci
- 2008 : Adius, Piero Ciampi e altre storie (it) d'Ezio Alovisi (it)

## Théâtre
- dans La storia di Sawney Bean et dans Manon (1964) ;
- dans Faust o Margherita, dans Il Rosa e il Nero et dans la première édition de Notre-Dame des Turcs (1966) ;
- dans la deuxième édition de Amleto o le conseguenze della pietà filiale et dans Salvatore Giuliano, vita di una rosa rossa (1967).
- dans Arden de Faversham et Don Quichotte (1968) ;
- dans La cena delle beffe, dans la troisième édition de Hamlet et dans S.A.D.E. ovvero libertinaggio e decadenza del complesso bandistico della Gendarmeria salentina (1974) ;
- dans Romeo e Giulietta (1976) ;
- dans Riccardo III (1977) ;
- dans Manfred (1978) ;
- dans la troisième édition de Pinocchio, storia di un burattino (1981) ;
- dans la quatrième édition de Pinocchio, ovvero lo spettacolo della Provvidenza (1998).